# Belobog
Belobog, Bilobog, Belbog, Bialbog, Bielobog, Belun sau Bilun (toate având sensul de Zeu Alb) este o zeitate slavă reconstruită a luminii și a Soarelui. Este contrapartida întunecatului și blestematului Cernobog (Zeul Negru). Este incert dacă o astfel de zeitate a fost vreodată venerată de către slavii politeiști, deoarece nu există înregistrări istorice fiabile care să menționeze acest nume. În timp ce în trecut o mare parte a oamenilor de știință care au studiat mitologia slavă susțineau existența dualismului Belobog-Cernobog, cercetătorii moderni nu pot găsi dovezi solide ale acestei teorii.  

## Legături externe
- ru  Белобог în Enciclopedia mitologică